# Jan Apell
Jan Apell (ur. 4 listopada 1969 w Göteborgu) – szwedzki tenisista, zdobywca Pucharu Davisa.

## Kariera tenisowa
Jako zawodowy tenisista Apell startował w latach 1988–1999.
W grze pojedynczej najlepszym wynikiem Szweda jest finał rozgrywek ATP World Tour w Stuttgarcie z roku 1995. W finale nie sprostał jednak Thomasowi Musterowi. Najwyższą pozycję w rankingu singlistów Apell osiągnął pod koniec lipca 1995 roku – nr 62.
W grze podwójnej Szwed wygrał 9 turniejów rangi ATP World Tour, w tym kończący sezon turniej Tennis Masters Cup rozgrywany w Dżakarcie w 1994 roku. Wspólnie z Jonasem Björkmanem pokonali po drodze czołowe pary świata, m.in. Jacco Eltingha i Paula Haarhuisa, a w finale Todda Woodbridge’a oraz Marka Woodforde’a. Ponadto Apell był uczestnikiem 6 deblowych finałów. Jednym z nich był wielkoszlemowy Roland Garros z 1994 roku, gdzie wraz z Björkmanem przegrali w pojedynku finałowym z duetem Byron Black–Jonathan Stark. W zestawieniu deblistów Apell najwyżej był na 10. pozycji w czerwcu 1994 roku.
Jako reprezentant Szwecji Apell zdobył wraz z drużyną w 1994 roku Puchar Davisa, rozgrywając po drodze 4 zwycięskie pojedynki (wszystkie z Björkmanem). W finale Szwedzi pokonali 4:1 Rosję, a Apell wraz ze swoim partnerem pokonali parę Jewgienij Kafielnikow–Andriej Olchowski. Ponadto w 1995 roku Apell przyczynił się do triumfu Szwedów w drużynowym pucharze świata rozgrywanym w Düsseldorfie.

### Finały w turniejach ATP World Tour
| Legenda                                      |
| -------------------------------------------- |
| Wielki Szlem                                 |
| Igrzyska olimpijskie                         |
| Tennis Masters Cup / ATP Finals              |
| ATP Masters Series / ATP Tour Masters 1000   |
| ATP International Series Gold / ATP Tour 500 |
| ATP International Series / ATP Tour 250      |

#### Gra pojedyncza (0–1)
| Końcowy wynik | Nr | Data          | Turniej   | Nawierzchnia | Przeciwnik    | Wynik finału |
| ------------- | -- | ------------- | --------- | ------------ | ------------- | ------------ |
| Finalista     | 1. | 23 lipca 1995 | Stuttgart | Ceglana      | Thomas Muster | 2:6, 2:6     |

#### Gra podwójna (9–6)
| Końcowy wynik | Nr | Data                 | Turniej                      | Nawierzchnia    | Partner        | Przeciwnicy                         | Wynik finału            |
| ------------- | -- | -------------------- | ---------------------------- | --------------- | -------------- | ----------------------------------- | ----------------------- |
| Zwycięzca     | 1. | 25 kwietnia 1993     | Seul                         | Twarda          | Peter Nyborg   | Neil Broad Gary Muller              | 5:7, 7:6, 6:2           |
| Finalista     | 1. | 14 listopada 1993    | Moskwa                       | Dywanowa (hala) | Jonas Björkman | Jacco Eltingh Paul Haarhuis         | 1:6, krecz              |
| Zwycięzca     | 2. | 27 lutego 1994       | Scottsdale                   | Twarda          | Ken Flach      | Alex O’Brien Sandon Stolle          | 6:0, 6:4                |
| Finalista     | 2. | 5 czerwca 1994       | French Open, Paryż           | Ceglana         | Jonas Björkman | Byron Black Jonathan Stark          | 4:6, 6:7                |
| Zwycięzca     | 3. | 12 czerwca 1994      | Londyn (Queen’s)             | Trawiasta       | Jonas Björkman | Todd Woodbridge Mark Woodforde      | 3:6, 7:6, 6:4           |
| Zwycięzca     | 4. | 10 lipca 1994        | Båstad                       | Ceglana         | Jonas Björkman | Nicklas Kulti Mikael Tillström      | 6:2, 6:3                |
| Zwycięzca     | 5. | 28 sierpnia 1994     | Schenectady                  | Twarda          | Jonas Björkman | Jacco Eltingh Paul Haarhuis         | 6:4, 7:6                |
| Finalista     | 3. | 16 października 1994 | Tel Awiw-Jafa                | Twarda          | Jonas Björkman | Lan Bale John-Laffnie de Jager      | 7:6, 2:6, 6:7           |
| Finalista     | 4. | 30 października 1994 | Sztokholm                    | Dywanowa (hala) | Jonas Björkman | Todd Woodbridge Mark Woodforde      | 3:6, 4:6                |
| Zwycięzca     | 6. | 13 listopada 1994    | Antwerpia                    | Dywanowa (hala) | Jonas Björkman | Hendrik Jan Davids Sébastien Lareau | 4:6, 6:1, 6:2           |
| Zwycięzca     | 7. | 27 listopada 1994    | Tennis Masters Cup, Dżakarta | Twarda (hala)   | Jonas Björkman | Todd Woodbridge Mark Woodforde      | 6:4, 4:6, 4:6, 7:6, 7:6 |
| Finalista     | 5. | 21 maja 1995         | Rzym                         | Ceglana         | Jonas Björkman | Cyril Suk Daniel Vacek              | 3:6, 4:6                |
| Finalista     | 6  | 18 czerwca 1995      | Londyn (Queen’s)             | Trawiasta       | Jonas Björkman | Todd Martin Pete Sampras            | 6:7, 4:6                |
| Zwycięzca     | 8. | 16 lipca 1995        | Båstad                       | Ceglana         | Jonas Björkman | Jon Ireland Andrew Kratzmann        | 6:3, 6:0                |
| Zwycięzca     | 9. | 21 kwietnia 1996     | Bermudy                      | Ceglana         | Brent Haygarth | Pat Cash Patrick Rafter             | 3:6, 6:1, 6:3           |